# Virginsk sneflokketræ
Virginsk Sneflokketræ (Chionanthus virginicus) er en løvfældende busk, der har en overvældende blomstring med duftende, hvide blomster. Til trods for, at den er en smule vintersart, bruges den som prydbusk i haver og parker.

## Kendetegn
Virginsk Sneflokketræ er en løvfældende busk eller et lille, flerstammet træ med en slank, men afrundet krone. Barken er først lysegrøn og dunhåret, senere bliver den rødbrun med lyse korkporer, og til sidst kan ældre grene og stammer få en glat, grå bark. Knopperne sidder modsat, de er fladtrykt ægformede og lysegrønne med brune rande på knopskællene. Bladene er bredt elleiptiske med hel rand. Oversiden er græsgrøn, mens undersiden er lyst grågrøn. Høstfarven er gyldent gul. Blomstringen foregår i maj-juni, hvor man finder blomsterne samlet i overhængende klaser fra bladhjøernerne. De enkelte blomster er regelmæssige med lange, hvide kronblade. Frugterne er stenfrugter med blåviolet frugtkød og 1-3 kerner.
Rodsystemet består dels af kraftige hovedrødder, der ligger højt i jorden og når langt ud, og dels af et trævlet netværk af finrødder.
Planten når her i landet en højde og kronebredde på ca. 4 m.

## Udbredelse
Virginsk Sneflokketræ er naturligt udbredt i den sydlige, sydøstlige og centrale del af USA. Arten foretrækker lysåbne eller let skyggede voksesteder med en fugtig jord. Derfor findes den langs vandløb eller krat på fugtig bund.
I delstaten Virginia, USA, finder man i bjergene og langs deres forland åbne skove, krat og overdrev på kalkrige klipper, der kun er dækket af et tyndt muldlag. Her vokser arten sammen med bl.a. Allegheny-Prydløg, Amerikansk Alunrod, Amerikansk Blærespiræa, Asclepias verticillata (en art af Silkeplante), Blyant-Ene, Duft-Sumak, Helianthus divaricatus (en art af Solsikke), Hjortetaktræ, Hvid-Ask, Kløver-Læderkrone og Liden Præriegræs

## Anvendelse
Afkog af bark og – især – rodbark fra denne plante har været brugt af Nordamerikas oprindelige befolkning til behandling af åbne sår og hudafskrabninger.

## Note
1. ↑  Virginia government: Low-Elevation Basic Outcrop Barrens Arkiveret 13. august 2013 hos  Wayback Machine – beskrivelse af områderne, udført på opfordring af delstatens regering (engelsk)

| Portal | Portal:Botanik |